# Stansbury
Stansbury – miasto w Australii, w stanie Australia Południowa.